# اچ‌ام‌اس آیریس (۱۸۴۰)
اچ‌ام‌اس آیریس (۱۸۴۰) (به انگلیسی: HMS Iris (1840)) یک کشتی بود که طول آن ۱۳۱ فوت (۴۰ متر) بود. این کشتی در سال ۱۸۴۰ ساخته شد.